# Haukadalur

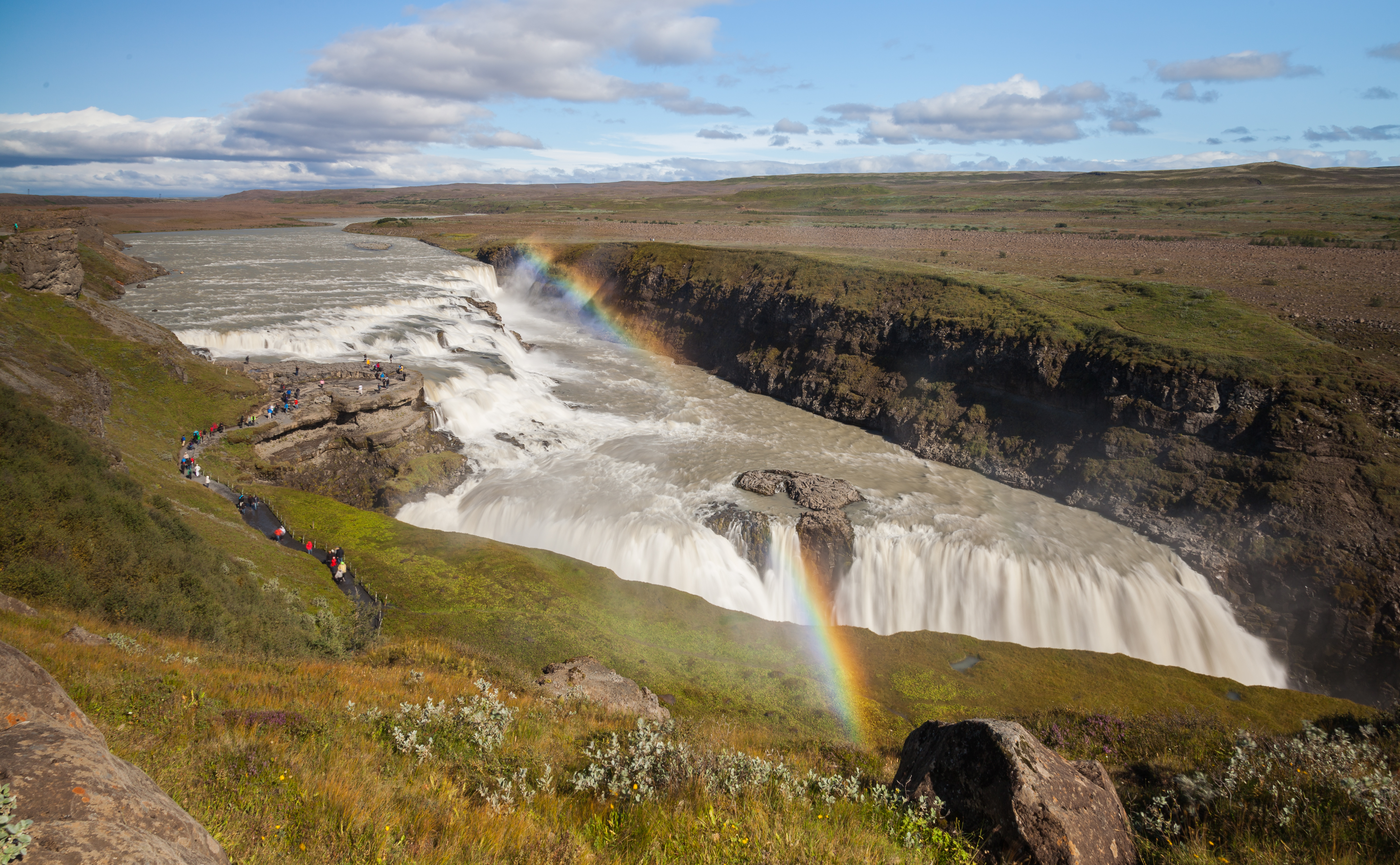
Gullfoss

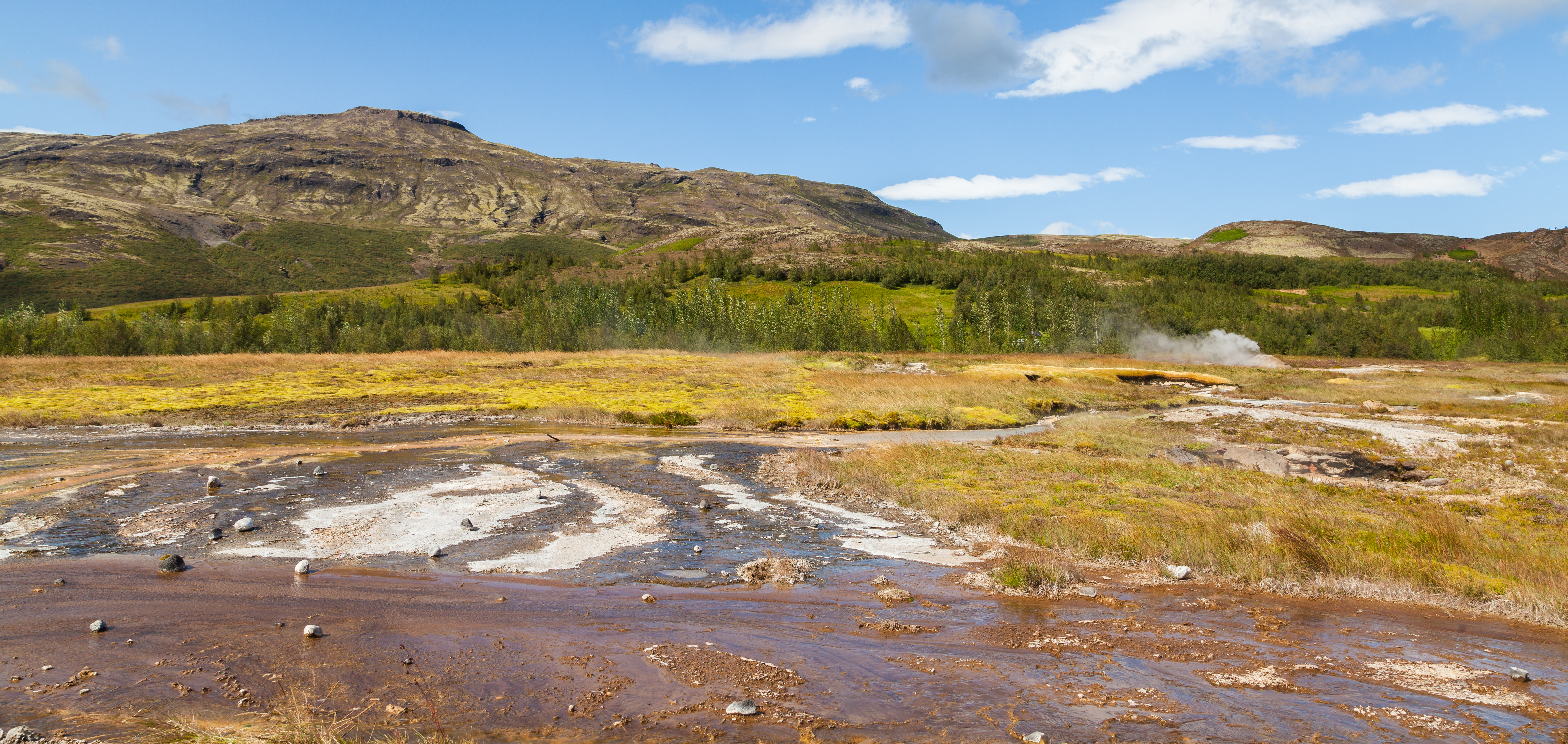
Geysir geotermikus terület

Haukadalurnek neveznek három völgyet Izlandon (a hauka szó izlandiul „sólyom”, míg a dalur „völgy” jelentéssel bír).

## Dél-Izland
Dél-Izlandon, Laugarvatntól északkeletre fekvő völgy. Itt található a 2 híres gejzír, a ma is rendszeresen működő Strokkur, amely 25-35 méter magasba lövelli fel a 100°C-os vizet kb. 8-10 percenként, és a gejzírek névadója, a Geysir, mely 70-80 m-re, de ez többnyire csak földrengések után aktív. A Gullfoss-szal és Þingvellirrel együtt alkotják az ún. Arany kört.
A két neves mellett egyéb gejzírek is találhatók a völgyben, illetve számtalan hőforrás gazdagítja a vidéket.

## Snæfellsnes
Snæfellsnes – mely Izland egyik szép félszigete – északnyugati részén is található egy ilyen nevű völgy. Délre Búðardalurtől, melynek érdekessége, hogy egykor Vörös Erik (izlandiul Eirik Rauður) lakóhelye volt.

## Vestfirðir
Izland legészaknyugatabbi részén, Vestfirðiren (magyarul úgy mondhatnánk nyugati fjordok) is található egy ilyen nevű völgy, közel Þingeyrihez.